# György Csordás
György Csordás (Cegléd, 6 ottobre 1928 – Budapest, 9 maggio 2000) è stato un nuotatore ungherese.

## Palmarès
- Europei

Torino 1954: oro nei 400 m e 1500 m sl.